# پری دم‌بنفش
پری دم‌بنفش (نام علمی: Aglaiocercus coelestis) نام یک گونه از زیرخانواده مگس‌مرغیان است. این پرنده در کلمبیا و اکوادور حضور دارد. این پرنده که با نام پری هم شناخته می‌شود در زمین‌هایی با ارتفاع در حدود ۳۰۰–۲٬۱۰۰ متر به سر می‌برد. نرهای این گونه می‌توانند تا ۷ اینچ و ماده‌ها تا ۳ اینچ رشد کنند.